# Расінг (Брюссель)
Роял Расінг Клуб дю Брюссель або просто Расінг (фр. Royal Racing Club de Bruxelles) — колишній професіональний бельгійський футбольний клуб з міста Брюссель Брюссельського столичного регіону.

## Історія

### «Золоті роки» (до початку Першої світової війни)
Брюссельський «Расінг» було засновано в 1890 році в Кукельберзі лише як легкоатлетичний клуб. У 1894 році в клубі відкрилася футбольна секція. Спочатку футболісти «Расінга» грали виключно товариські поєдинки, зокрема проти «Спортінгу» (Брюссель) та «Леопольда» (Брюссель). 1 вересня 1895 року клуб увійшов до числа 10 команд-засновниць Федерації футболу Бельгії та взяв участь у першому Чемпіонаті Бельгії з футболу. «Расінг» виграв другий національний чемпіонат в 1897 році, а потім ще чотири рази поспіль, з 1900 по 1903 роки, був найсильнішим футбольним колективом в чемпіонаті. Між цими подіями, клуб переїхав на стадіон «Стад дю Вів'є д'Одьє» в Уккле. Потім він обійшов клуб «Роял Уніон Сен-Жіль», який на тойчас чотири рази перемагав у національному чемпіонаті. Свій шостий титул «Расінг» здобув у 1908 році. Це був його останній чемпіонський титул. У 1912 році федерація розпочала розігрувати національний кубок, першим переможцем якого став саме «Расінг». Але цей тріумф у кубку так і залишився єдиним.

### Клуб-«ліфт»: міжвоєнний період
Після завершення Першої світової війни клуб вже не відігравав провідної ролі в лізі. Він зміг зберегти своє місце у Дивізіоні Пошани у перший рік після завершення конфлікту, але не зміг уникнути вильоту в сезоні 1925 року. «Расінг» став останнім з клубів-засновників, які покинули найвищий дивізіон чемпіонату. Але команда виграла змагання та повернулася до найвищого дивізіону вже через рік. У тому ж сезоні «Расінг» посів 6-те місце. Наступні чотири сезони він завершував чемпіонат у нижній частині турнірної таблиці, допоки в 1930 році не вилетів до нижчої ліги. Через два сезони клуб знову повернувся, але, знову ж таки, по завершенні двох наступних чемпіонатів знову покинув елітний дивізіон чемпіонату. У 1937 році команда навіть програла плей-оф за право збереження прописки у другому дивізіоні, і наступний сезон провела у третьому за силою чемпіонаті країни. Під час Другої світової війни на один сезон «Расінг» повернувся до Дивізіону Пошани, але за його підсумками вилетів до другого дивізіону чемпіонату Бельгії.

### «Лебедина пісня»: після завершення Другої світової війни
Під час війни федерація скасувала виліт з елітного дивізіону, але після її завершення його відновила. Це рішення дозволило «Расінгу» в той час виступати в першому дивізіоні. Перші два повоєнні сезони команда провела досить вдало та посіла 4-те та 5-те місця відповідно, але наступні п'ять були гіршими, допоки в 1952 році клуб не посів передостаннє місце та вилетів до нижчого дивізіону. Через два роки «Расінг» повернувся до елітного дивізіону, але за підсумками того ж сезону знову покинув його. Після цього команда вже жодного разу не поверталася до Дивізіону Пошани. А через два роки «Расінг» вилетів до Третього дивізіону чемпіонату Бельгії. Наступні два роки клуб провів у третьому дивізіоні, після цього — два роки у другому дивізіоні та ще два роки знову у третьому дивізіоні.
У 1948 році «Расінг» переїхав у Ватермаль-Буафор на стадіон «Стад дес Труа Тільйольс», який може вмістити 40 000 уболівальників. Матчем-відкриттям на новому стадіоні стала товариська зустріч «Расінга» та «Торіно». Але вже через шість років клуб змушений був покинути стадіон через суперечку, яка виникла з місцевими органами влади. Команда знайшла притулок на стадіоні «Хейсель», де команда грала до свого переїхду при порожніх трибунах.

### Злиття з «Вайт Стар Атлетік Клаб»
На червнь 1963 року ситуація у брюссельському футболі істотно змінилася, в порівнянні з першою половиною XX століття. Після доволі посередніх результатів під час Другої світової війни, «Андерлехт» в цей час домінує в бельгійському футболі. «Дарінг» та «Юніон» намагалися зберегти місце в елітному дивізіоні. «Кроссінг» став середняком Другого дивізіону. В цей період «Расінг» та «Вайт Старз» переживають проблеми, тому змушені звертатися з пропозиціями про об'єднання з ФК «Леопольд», «Уккл Спорту» та «Леопольд».
Дещо пізніше заможний брюссельський бізнесмен Еміль Мішель розпочинає свою діяльність у футболі. Він став членом ради директорів «Расінгу» (Брюссель) та ще одного невеликого клубу, ФК «Родьєн» (реєстраційний номер 1274). Але після цього, він купує більшість акцій «Вайт Старз» і стає його власником. Анрі Мабіль, президент «Расінгу», був дуже розчарований рішенням Мішеля, але все ж запропонував ідею злиття. Президенти обох клубів спочатку обговорили принципові питання, а потім й досягли домовленості. Злиття мало відбутися.
Анрі Мабіль, президент «Расінгу» (в той час клуб виступав у третьому дивізіоні) хотів зберегти реєстраційний номер 6, але «Вайт Старз», мав реєстраційний номер 47, виступав у другому дивізіоні, так що об'єднана команда розпочала виступи у другому дивізіоні. Для того щоб зберегти реєстраційний номер 6, згідно з регламентом бельгійської федерації, до нового клубу на адміністративні посади мала перейти переважна більшість працівників «Расінгу».
- 21 і 22 червня 1963 року «Расінг» (6) та ФК «Родьєн» (1274) змінили свої назви та порядкові номери.
- 23 червня 1963 року «Расінг-Роедьєн» (1274) зливається з «Вайт Старз» (47), та утворює «Расінг-Вайт» (47).
- 23 червня 1963 року «Расінг-Роедьєн» (6) змінює свою назву на «К. Спорт Сен-Женезюс-Роде» (6). Після цього обміну команда потрапила до четвертого дивізіону, але дуже швидко повернулася до третього.

### «Расінг» (Брюссель) в теперішній час
28 серпня 1985 року було засновано новий клуб під назвою «Расінг» (Брюссель), він отримав реєстраційний номер 9012. Чотири роки по тому вони об'єдналися з СК «Вотермель», який мав реєстраційний номер 7759. Новий клуб зберіг реєстраційний номер СК, але почав виступати під назвою «Расінг Клуб Брюссель». Через два роки вони об'єдналися знову, цього разу з РРК Бойтсфорт, який мав реєсстраційний номер 556 і володарем стадіону «Стад де Труа Тіллеулс» («Стадіон Трьох Лип»). У 2004 році він знову змінює назву, цього разу на «Роял Расінг Клуб де Брюссель». А вже через рік було створено інший клуб. Його назва — «РРК де Брюссель 1891», реєстраційний номер — 9473. Ці два клуби як і раніше продовжують своє існування (станом на 2011 року), але вони виступають лише в провінційних чемпіонатах.

## Досягнення
- Чемпіонат Бельгії:
  -  Чемпіон (6): 1897, 1900, 1901, 1902, 1903, 1908

- Кубок Бельгії:
  -  Фіналіст (1): 1912

- Другий дивізіон Чемпіонату Бельгії:
  -  Чемпіон (3): 1926, 1932, 1942

- Третій дивізіон Чемпіонату Бельгії:
  -  Чемпіон (2): 1938, 1959

## Зміна стадіонів

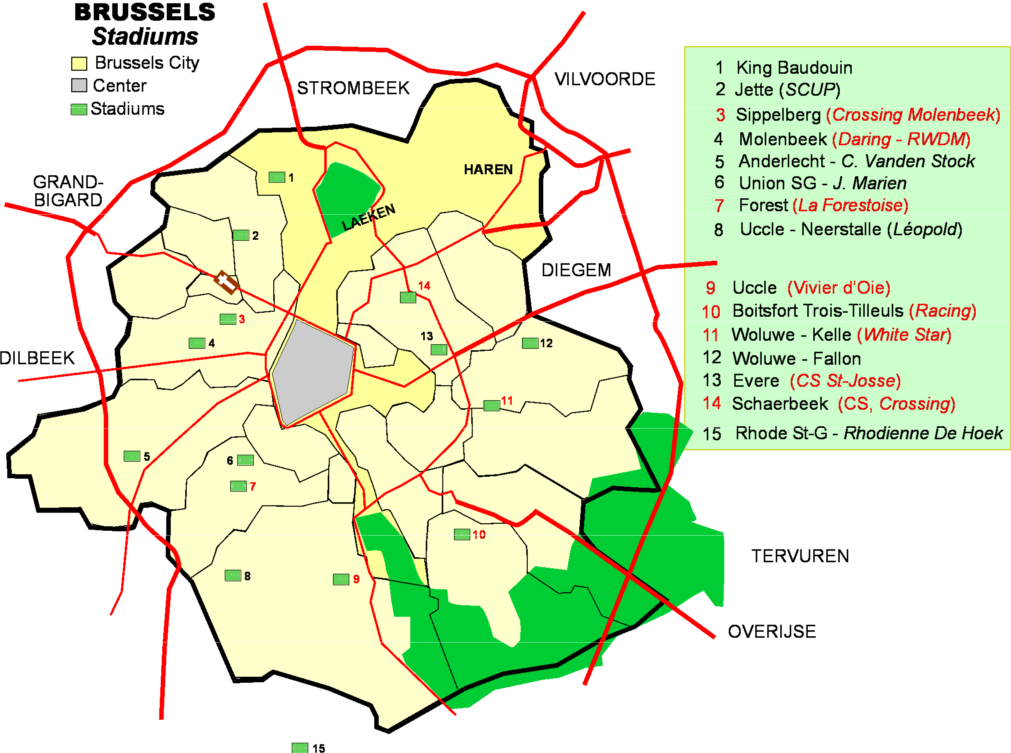
Місця розташування стадіонів у Брюсселі

- 1894 Кукельберг, територія нинішньої Базиліки.
- 1895: Уккел, стадіон «Лонгшампс».
- 1902 — Уккел, «Стад дю Вів'є д'Одьє» (перший міжнародний матч Бельгія-Франція відбувся на цьому стадіоні в 1904 році).
- 1948 — Ватермаль-Буафор, «Стад дес Труа Тільйольс».
- 1954 — Брюссель, «Стад дю Хейсель».
- 1962 — Сінт-Генезіус-Роде, «Уотербосстадіон».

## Відомі гравці

### Найвидатніші гравці в історії клубу
- Моріс Баньян: у складі команди ставав переможцем чемпіонату Бельгії 1912 та 1914 років, володарем Кубку Бельгії у 1912 році, у складі «Расінгу» зіграв 158 матчів, в яких відзначився у воротах суперників 150 разів.
- Сіріл Баньян: Забив переможний м'яч у фінальному поєдинку Кубку Бельгії 1912 року.
- Каміль Ніс: переможець Кубку Бельгії 1912 року, 4 рази виступав у міжнародних турнірах у складі Стандарту
- Альфонс Райт: англієць, який виступав за бельгійську збірну (див.нижче)

### Гравці збірної
Свого часу 25 гравців «Расінгу» викликалися до бельгійської збірної, нижче наведено їх список:
- Жан де Бі — 37 матчів у футболці збірної в період з 1920 по 1930 років, олімпійський чемпіон 1920 року в Антверпені
- Каміль ван Хоорден — п'ятикратний чемпіон Бельгії, переможець Кубку Бельгії 1912 року, з 1904 по 1912 роки провів 24 поєдинки у футболці бельгійської збірної
- Жак Мусхал — з 1928 по 1931 роки зіграв за збірну Бельгії 23 поєдинки, брав участь в ЧС-1930 в Уругваї
- Еміль Андре — чотирикратний чемпіон Бельгії, володар Кубку Бельгії 1912 року, в період з 1905 по 1913 роки зіграв за бельгійську збірну 18 поєдинків
- Гастон Хубін — з 1912 по 1914 роки провів 12 поєдинків у складі збірної Бельгії
- Гектор Раемаєкерс — дворазовий чемпіон Бельгії, володар Кубку Бельгії 1912 року, в період з 1905 по 1913 роки провів 12 поєдинків за бельгійську збірну
- Робер Хустін — в період з 1905 по 1909 роки провів 10 поєдинків у футболці збірної Бельгії
- Жуль Лавін — в період з 1928 по 1932 роки провів 10 поєдинків у складі бельгійської збірної
- Фернанд Кооссенс — в період з 1908 по 1910 роки провів 7 поєдинків у складі збірної Бельгії
- Моріс де Костер — в період з 1913 по 1914 роки провів 5 поєдинків у складі бельгійської збірної
- Альфонс Райт — переможець чемпіонату Бельгії 1908 року, володар Кубку Бельгії 1912 року, в період з 1906 по 1907 роки провів 7 матчів у футболці збірної Бельгії
- Лорен Тунен — в період з 1904 по 1909 роки провів 4 поєдинки у складі бельгійської збірної
- Моріс Вертонген — в період з 1907 по 1909 роки провів 4 поєдинки у складі збірної Бельгії
- Анрі Леру — в 1908 році зіграв 3 матчі у футболці бельгійської збірної
- Жюль Маїн — в період з 1912 по 1913 роки зіграв 3 матчі у складі збірної Бельгії
- Адольф Бекеворт — володар Кубку Бельгії 1912 року, у футболці бельгійської збірної зіграв 2 поєдинки в 1913 році
- Фернанд Брішант — у складі збірної Бельгії зіграв 2 поєдинки в 1914 році
- Анрі Дедекер — в 1905 році зіграв 2 матчі у складі бельгійської збірної
- Жорж Мазот — в 1908 році зіграв 2 поєдинки у складі збірної Бельгії
- Жак Стерквал — в 1909 році зіграв 2 матчі у складі бельгійської збірної
- Фернанд Вуссур — в період з 1944 по 1945 роки зіграв 2 поєдинки у складі збірної Бельгії
- Артур Кулеерс — дворазовий чемпіон Бельгії і кращий бомбардир чемпіонату у складі Беєрсхоту, свій 5-й та останній титул переможця чемпіонату як гравець завоював у складі «Расінгу» в 1948 році
- Жорж Куерітет — у футболці бельгійської збірної зіграв 1 поєдинок в 1904 році
- Гільйом Ванден Хоутен — у складі збірної Бельгії зіграв 1 поєдинок в 1921 році
- Жеф Вієрс — у футболці бельгійської збірної зіграв 1 поєдинок в 1955 році

## Відомі тренери
- Чарльз Баньян — тренував команду в період з 1909 по 1911 роки

## Відомі президенти
- Луї Мулінгаус — президент «Расінгу», він був одним з засновників УБССА в 1895 році і створення ФІФА в 1904 році. Він був першим генеральним секретарем Всесвітньої федерації з 1904 по 1906 роки.